# إس. كريشنا كومار
إس. كريشنا كومار هو سياسي هندي، ولد في 1939. في الانتخابات العمومية الهندية 1984 ‏، انتخب عضو لوك سابها الثامنة ‏ وفي الانتخابات العمومية الهندية 1989 ‏، انتخب عضو لوك سابها التاسعة ‏ خلال فترته النيابية ‏ (2 ديسمبر 1989 – 13 مارس 1991).